# Кюнцельзау
Кюнцельзау (нем. Künzelsau) — город в Германии, районный центр, расположен в земле Баден-Вюртемберг.
Подчинён административному округу Штутгарт. Входит в состав района Хоэнлоэ. Население составляет 14 822 человека (на 31 декабря 2010 года). Занимает площадь 75,17 км². Официальный код — 08 1 26 046.
Город подразделяется на 10 городских районов.